# Выборочные моменты
Выборочные моменты в математической статистике — это оценка теоретических моментов распределения на основе выборки.

## Определение
Пусть {\displaystyle X_{1},\ldots ,X_{n},\ldots } — выборка из распределения вероятности. Тогда
- Начальный выборочный момент порядка {\displaystyle k} — это случайная величина

{\displaystyle a_{n}(k)={\frac {1}{n}}\sum \limits _{i=1}^{n}\ X_{i}^{k}}
- Центральный выборочный момент порядка {\displaystyle k} — это случайная величина

{\textstyle m_{n}(k)={\frac {1}{n}}\sum \limits _{i=1}^{n}\left(X_{i}-{\bar {X}}\right)^{k}},
где символ {\displaystyle {\bar {X}}} обозначает выборочное среднее.

## Применение
Выборочные моменты необходимы для оценки характеристик априорного распределения или проверки статистических гипотез. Оценивание параметров может быть сделано методом моментов.